# Cephrenes augiades
Cephrenes augiades là một loài bướm ngày thuộc họ Bướm nhảy. Nó được tìm thấy ở Indonesia đến Solomons.
Sải cánh dài khoảng 40 mm.
Ấu trùng ăn Archontophoenix, Livistona và Phoenix. 
Các cây khác ấu trùng cũng ăn bao gồm Acoelorrhaphe wrightii, Aiphanes corallina, Bentinckia nicobarica, Butia eriospatha, Calamus moti, Carpentaria acuminata, Carpoxylon macrospermum, Chamaedorea microspadix, Chrysalidocarpus cabadae, Clinostigma samoense, Crysophila guagara, Gaussia attenuata, Gronophyllum microcarpum, Gulubia macrospadix, Heterospathe delicatula, Heterospathe woodfordiana, Howea belmoreana, Livistona merrillii, Oenocarpus, Phoenix loureirii, Pinanga bataanensis, Pinanga coronata, Pinanga kuhlii, Pinanga merrillii, Pritchardia beccariana, Pritchardia maideniana, Pritchardia minor, Ptychosperma bleeseri, Ptychosperma furcatum, Ptychosperma lauterbachii, Ptychosperma lineare, Ptychosperma salomonense, Ptychosperma sanderianum, Ravenea rivularis, Rhapis excelsa, Rhopalostylis baueri, Rhopalostylis sapida, Roystonea venezuelana, Sabal mauritiiformis, Sabal mexicana, Sabal parvifolia, Sabal umbraculifera, Sabal uresana, Satakentia liukiuensis, Scheelea butyracea, Scheelea cephalotes, Scheelea zonensis, Syagrus amara, Syagrus comosa, Thrinax excelsa, Trachycarpus martianus, Trachycarpus wagneranus, Veitchia merrillii và Verschaffeltia splendida.

## Phụ loài
- Cephrenes augiades augiades
- Cephrenes augiades sperthias (C. Felder, 1862) (bờ biển tây nam New South Wales và miền bắc Vịnh và bờ biển đông bắc Queensland)
- Cephrenes augiades tara Evans, 1935 (Batchian)
- Cephrenes augiades arua Evans, 1935 (Papua)
- Cephrenes augiades bruno Evans, 1935 (Papua)
- Cephrenes augiades burua Evans, 1935 (Buru)
- Cephrenes augiades meeki Evans, 1935 (Papua)
- Cephrenes augiades tenimbra Evans, 1935
- Cephrenes augiades websteri Evans, 1935 (New Britain)

## Hình ảnh

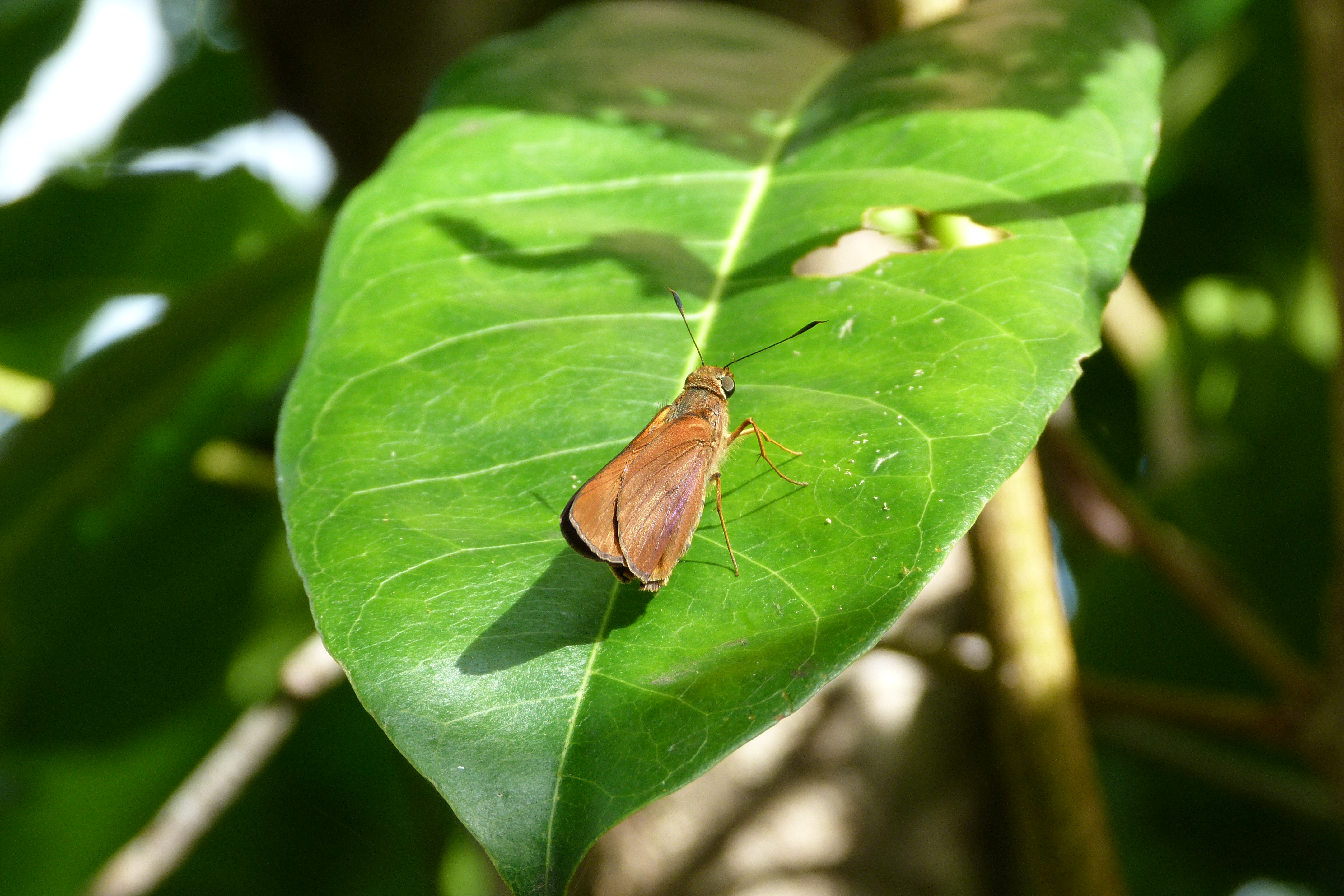